# 印度榕

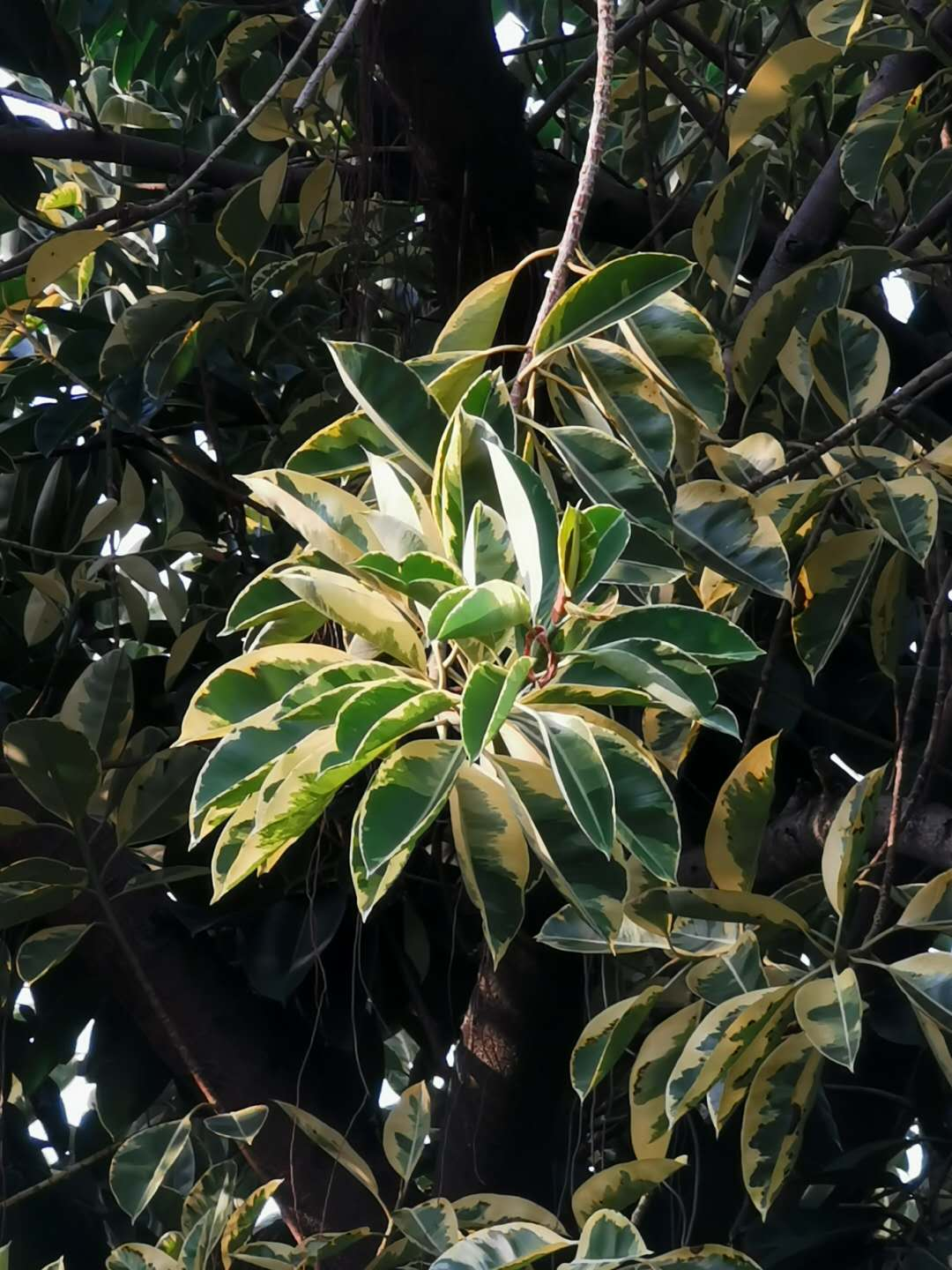
斑葉印度榕

印度榕（学名：Ficus elastica），又名橡胶榕，印度尼西亞橡膠榕或說印度橡胶榕，印度橡膠樹或印度橡樹，屬於雙子葉植物綱蕁麻目桑科榕屬榕亚属常綠喬木。
因為含有白色黏液的乳汁，所以成為早期橡膠的來源，但也易被人誤疑為橡膠樹的一種，花果期為每年9月到11月。
印度榕原産錫金、印度東北部、緬甸、馬來西亞北部、印度尼西亞（蘇門答臘、爪哇）等地。

## 别名
印度橡胶树、橡皮榕、印度胶树、橡皮树、印度橡皮树、橡胶榕

## 圖集

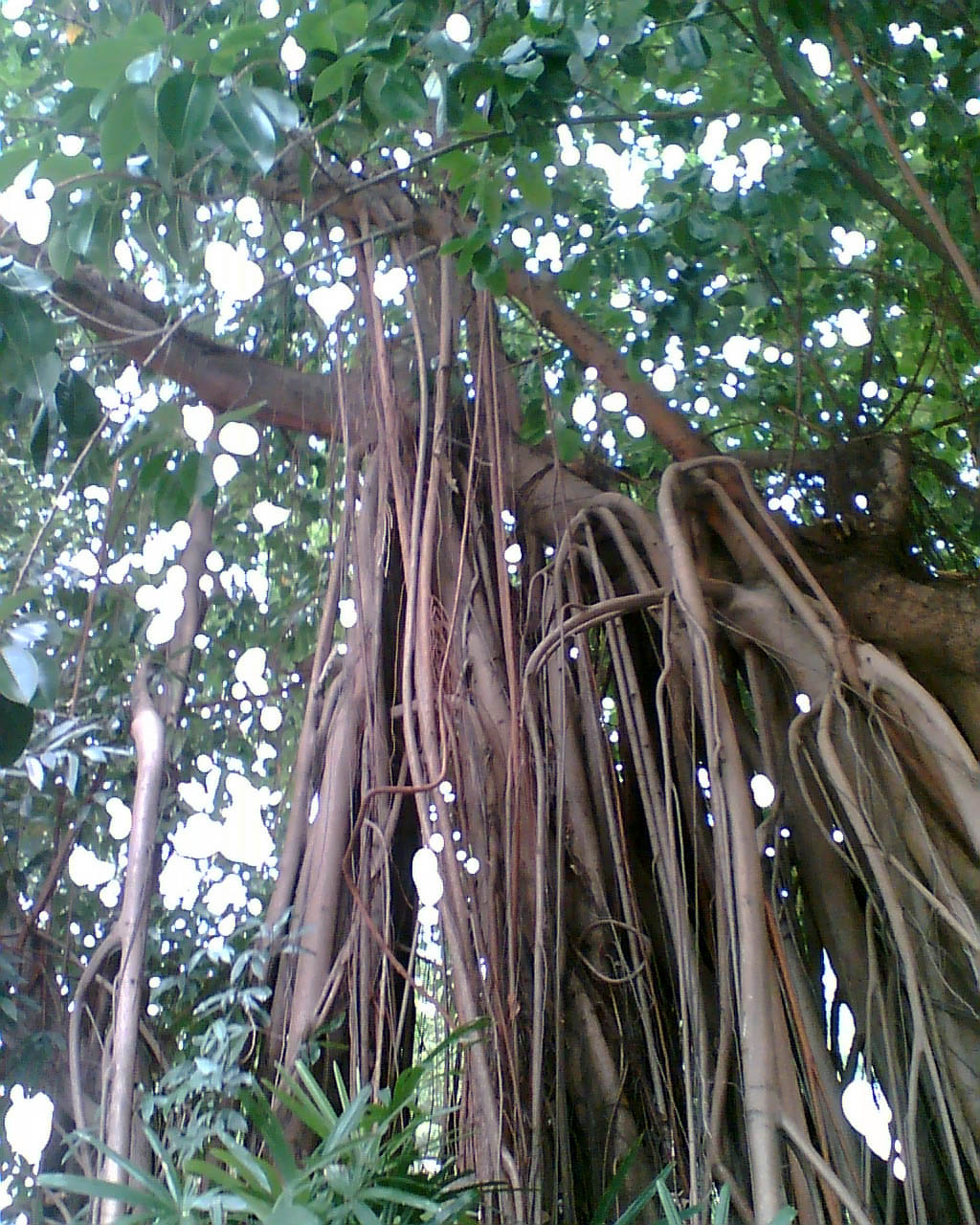
氣根
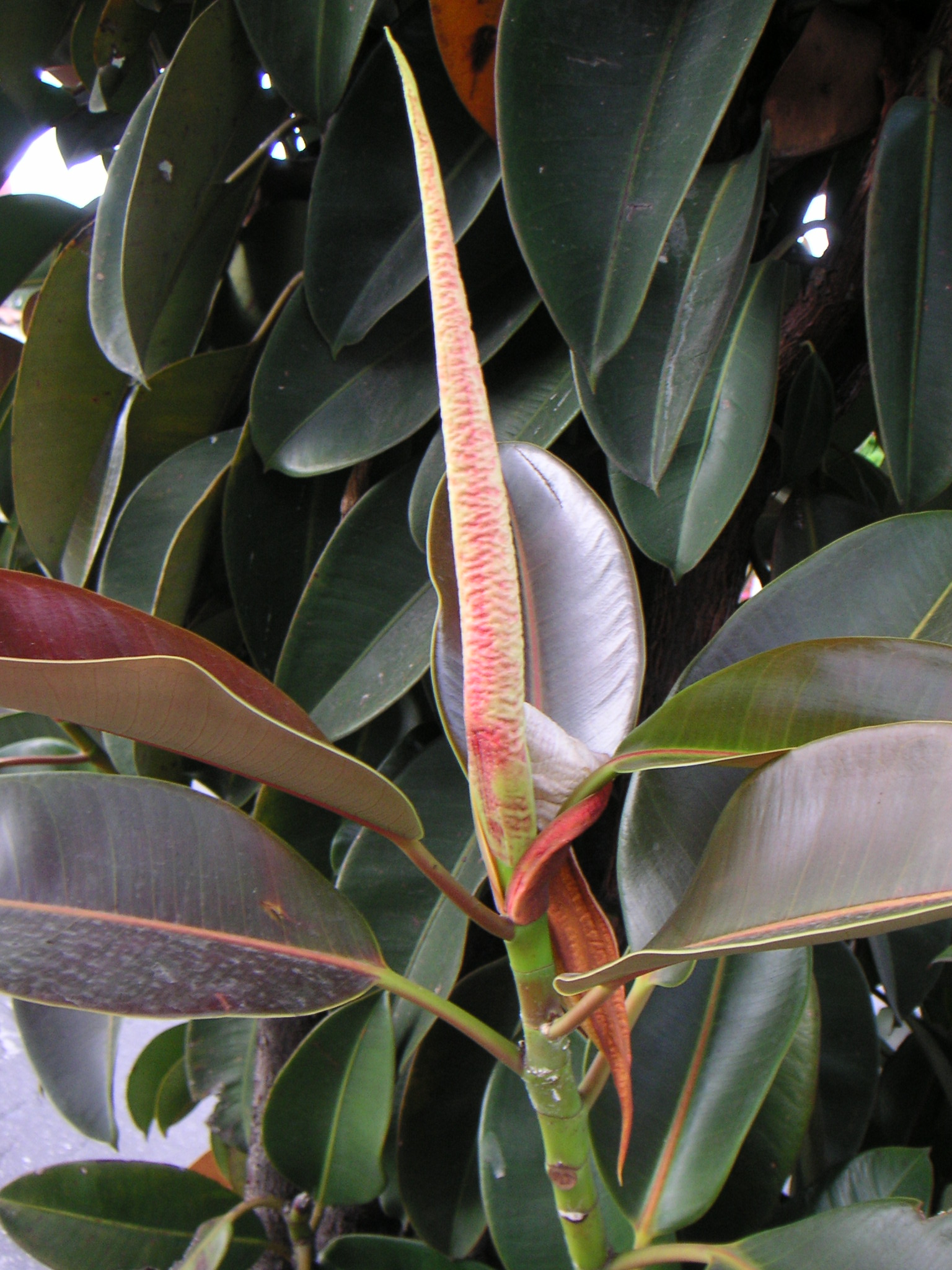
葉芽。紅色「托葉」內含一新葉與一新「托葉」
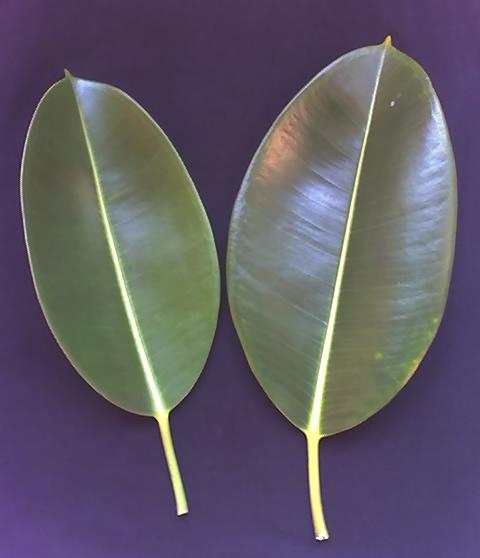
葉
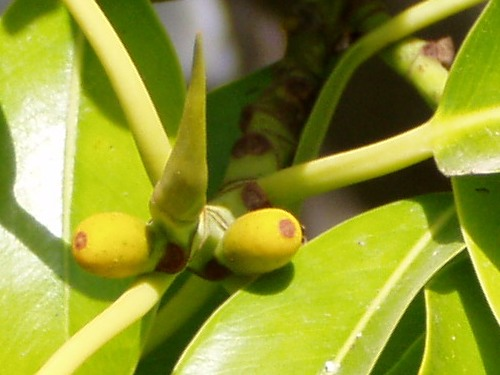
無花果
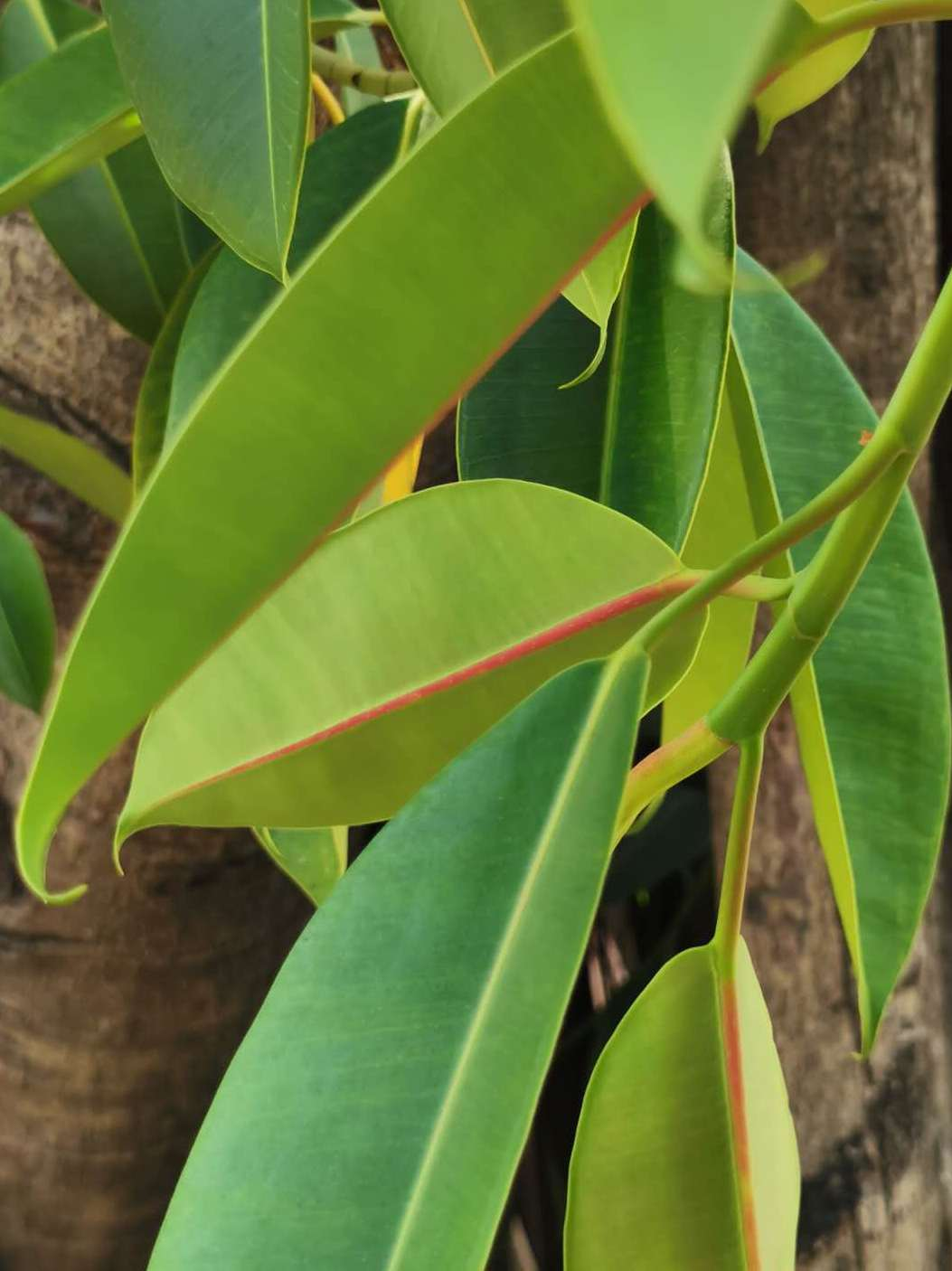
幼葉紅色的葉柄與葉背中肋
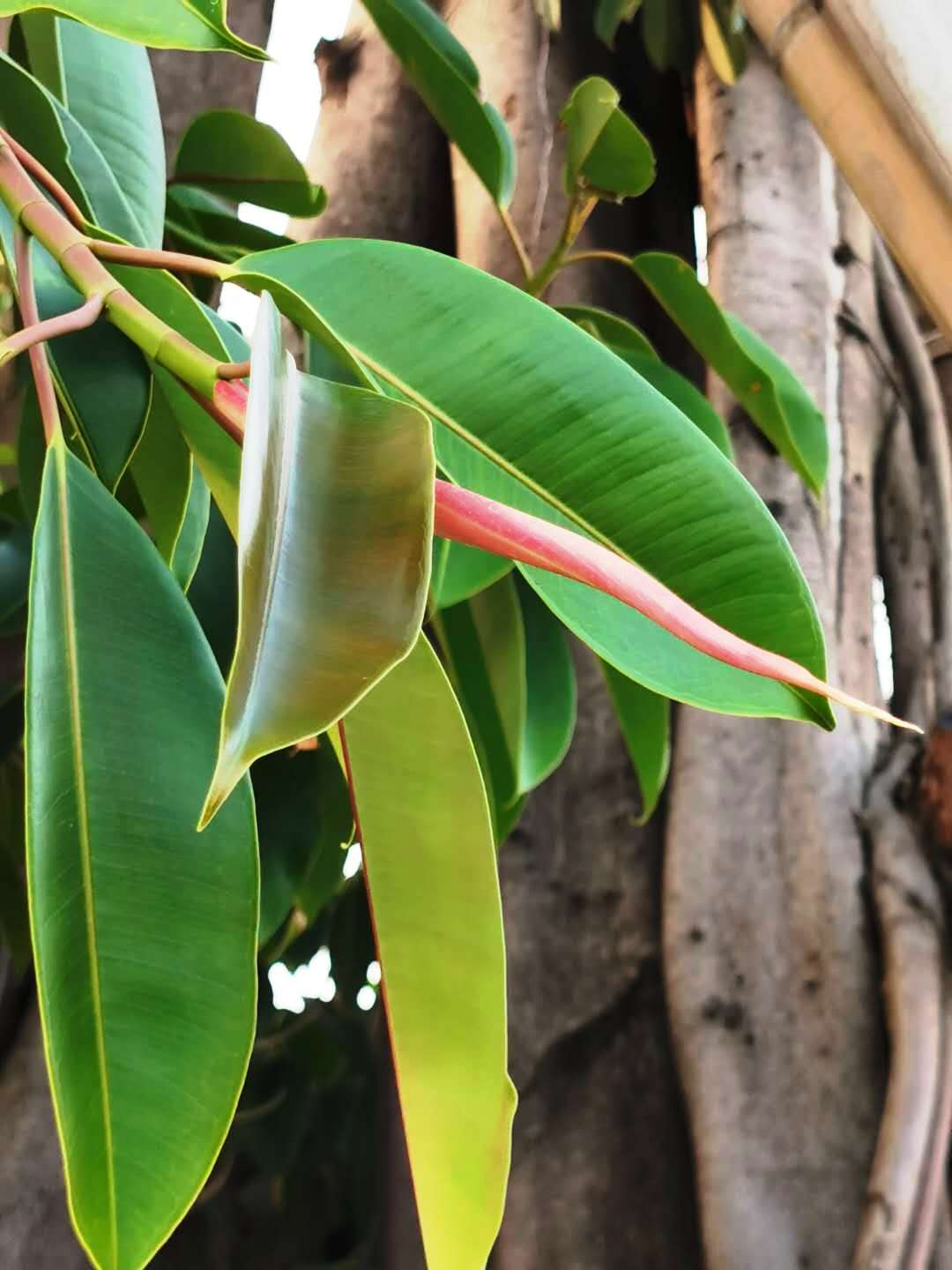
枝條上環狀托葉痕
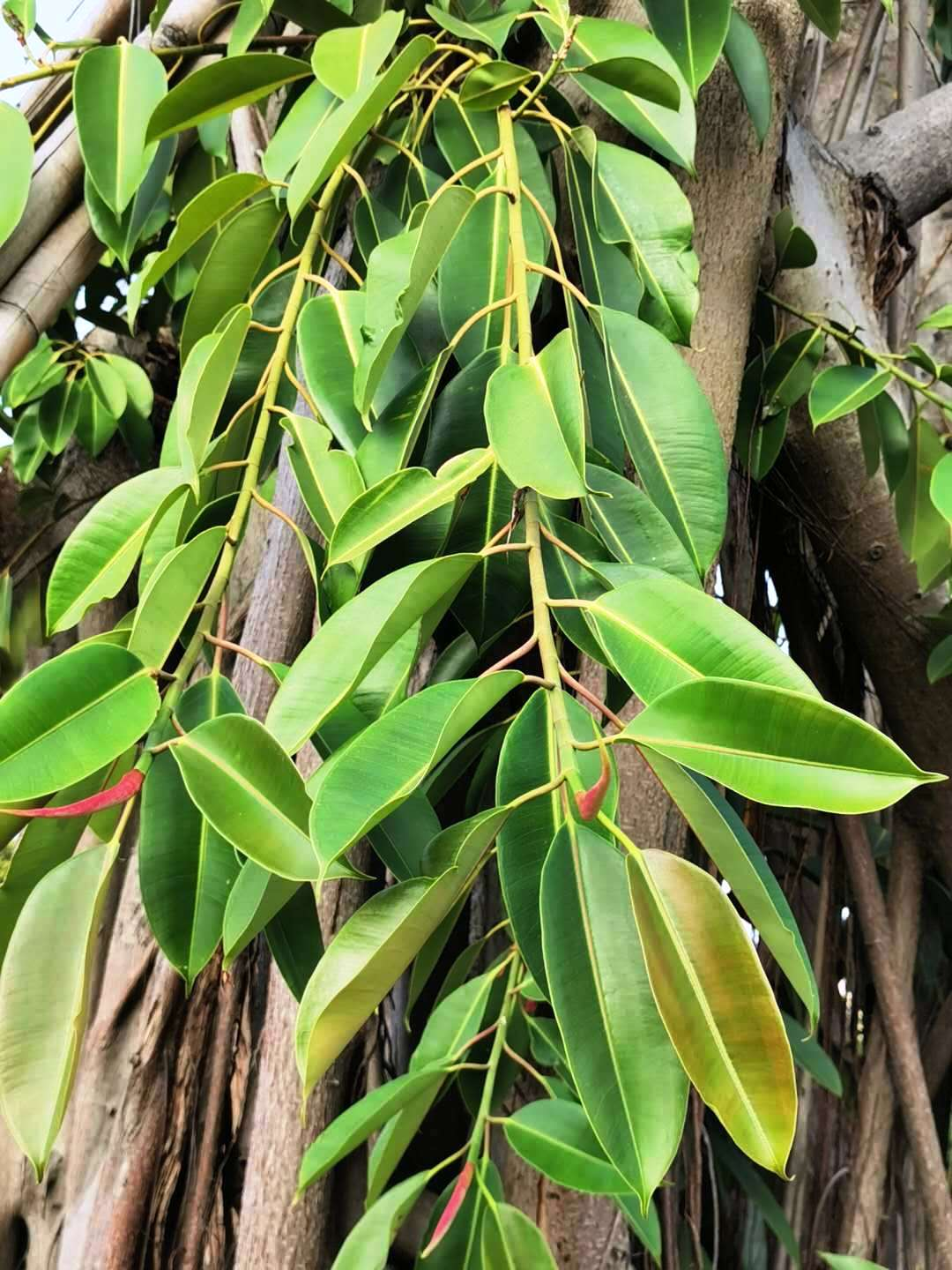
枝條因葉片厚重常呈垂狀
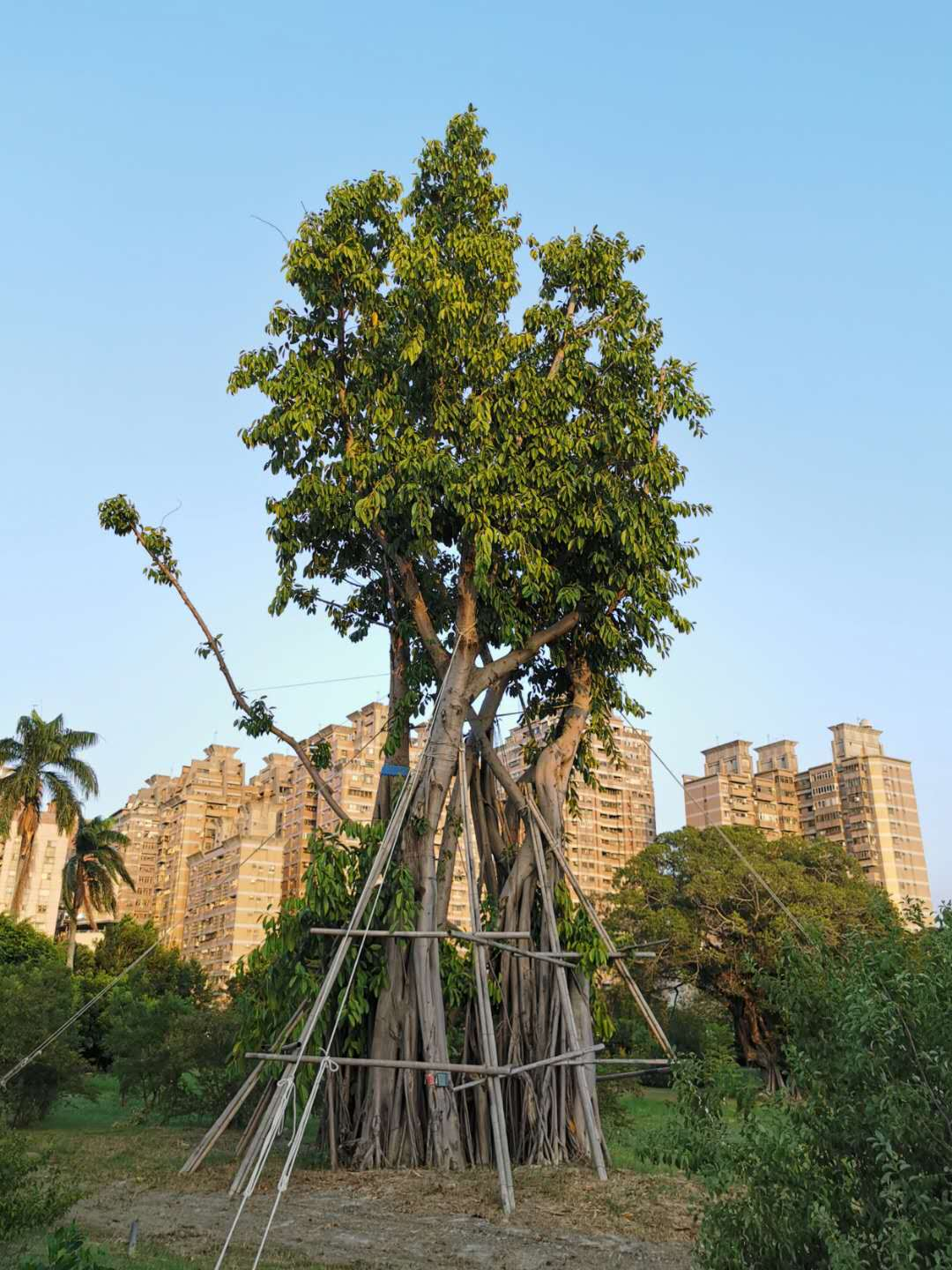
植株，台灣

## 扩展阅读
- 维基共享资源上的相關多媒體資源：印度榕

## 外部連結
- 印度橡樹1
- 印度橡樹2[永久]